# 봉화향교
봉화향교(奉化鄕校)는 대한민국 경상북도 봉화군 봉성면에 있는 향교이다. 1990년 8월 7일 경상북도의 유형문화재 제253호로 지정되었다.

## 개요
향교는 훌륭한 유학자를 제사하고 지방민의 유학교육과 교화를 위하여 나라에서 지은 교육기관이다.
조선 세종(재위 1418∼1450) 때 처음 지어졌으며 조선 선조 12년(1579)에 다시 지었다. 그 후 여러 차례 보수를 하였고 1950년에는 학교로 사용하다가 폐지했다. 이때 크게 훼손되어 1975년에 군수 권명흠이 보수했다.
정문인 사주문을 들어가면 휴식공간인 누각이 있다. 그 뒤로는 유생들이 공부하는 명륜당이 있으며, 양 옆에는 유생들의 거처인 동·서재가 마주보고 있다. 명륜당 뒤 왼쪽에는 내삼문과 그 안에 사당인 대성전이 있다. 대성전은 앞면 3칸·옆면 3칸 규모로 공자의 제자와 조선시대 여러 성현들을 모시고 있다. 전체적으로 공부하는 곳이 앞쪽에, 제사지내는 곳이 뒤쪽에 위치한 전학후묘의 건물배치이다.
조선시대에는 국가로부터 토지와 전적, 노비 등을 지급 받아 학생들을 가르쳤으나 갑오개혁(1894) 이후 교육의 기능은 없어지고 지금은 제사만 지내고 있다. 봉화지방 향토사연구의 좋은 자료들을 가지고 있는 전통 깊은 곳이다.

## 참고 자료
- 봉화향교 - 국가유산청 국가유산포털